# Henry Burrell
Pour les articles homonymes, voir Burrell.
Henry Mackay Burrell, né le 13 août 1904 à Wentworth Falls dans les Montagnes Bleues en Nouvelle-Galles du Sud et mort le 9 février 1988 à Canberra, est commandant en chef de la Royal Australian Navy (RAN). Il est chef d'état-major de la marine de 1959 à 1962. Il intègre le collège royal de la marine australienne en 1918 en tant que cadet à l'âge de treize ans. Sa première affectation en mer est à bord du croiseur HMAS Sydney. Au cours des années 1920 et 1930, Burrell sert pendant plusieurs années avec la Royal Navy, se spécialisant dans la navigation. Pendant la deuxième guerre mondiale, il occupe un poste stratégique de liaison avec la marine américaine puis il commande le destroyer HMAS Norman, ce qui lui vaut une mention dans les dépêches.
Promu capitaine en 1946, Henry Burrell joue un rôle majeur dans la formation des Forces aériennes de la marine australienne de la RAN, avant de commander le navire amiral HMAS Australia en 1948-1949. Il commande le porte-avions léger HMAS Vengeance en 1953-1954. Il est officier supérieur à deux reprises de la flotte australienne en 1955-1956 et en 1958. Henry Burrell est nommé commandant de l'ordre de l'Empire britannique en 1955 et compagnon de l'ordre du bain en 1959. En tant que CNS, il entreprend un important programme d’acquisitions pour la marine, comprenant de nouveaux hélicoptères, des dragueurs de mines, des sous-marins et des destroyers à missiles guidés. Il prend également des mesures pour contrer un plan du gouvernement de l'époque visant à démanteler les Forces aériennes de la marine australienne. Fait chevalier en 1960, il se retire dans sa ferme près de Canberra en 1962 et publie ses mémoires, Mermaids Do Exist, en 1986. Il meurt deux ans plus tard, à l'âge de quatre-vingt-trois ans.

## Début de carrière
Henry Mackay Burrell naît à Wentworth Falls, dans les Montagnes Bleues en Nouvelle-Galles du Sud. Il est le troisième enfant et le seul fils de l'instituteur Thomas Burrell et de sa femme Eliza,. Le père de Henry, qui avait émigré d'Angleterre, a rejoint les Première force impériale australienne à l'âge de cinquante-cinq ans pendant la guerre mondiale, en service actif en Égypte. Son grand-père et son arrière-grand-père avaient servi dans la Royal Navy. Henry fréquente le lycée Parramatta avant d'entrer au collège royal de la marine australienne de Jervis Bay, le 1er janvier 1918,, à l'age de 13 ans. Grand sportif, il participe à des compétitions au Rugby à XV, au tennis et au Hockey sur gazon, remportant les couleurs du hockey. Il obtient son diplôme du college en 1921 et devient aspirant l’année suivante. Il navigue d'abord sur le croiseur léger HMAS Sydney puis le destroyer HMAS Stalwart. Envoyé en 1924 au Royaume-Uni pour poursuivre sa formation, il sert sur le croiseur léger HMS Caledon et le cuirassé HMS Malaya,. En avril 1925, il est promu sous-lieutenant avant de devenir lieutenant en juillet 1926.

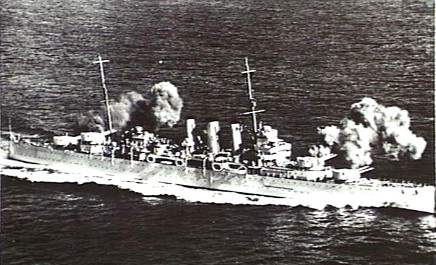
HMS Devonshire pendant la guerre civile espagnole.

Après avoir suivi un cours de la Royal Navy en 1930, Burrell devient un navigateur spécialisé et se trouve affecté à bord du dragueur de mines HMS Pangbourne, des destroyers HMAS Tattoo et Stuart et du croiseur HMAS Brisbane. Il épouse Margaret MacKay à l'église écossaise de Melbourne le 27 décembre 1933. Il est promu lieutenant-commandant en juillet 1934 et suit un cours de navigation avancée l'année suivante.
Henry Burrell sert à la Royal Navy en tant que navigateur à bord des croiseurs HMS Coventry et HMS Devonshire, ce dernier durant sa période de service pendant la guerre civile espagnole. Décrit comme étant "égalitaire" et "accessible", sa familiarité avec les matelots lui vaut la critique du capitaine du Devonshire ; Burrell croit cependant qu'une relation étroite entre officiers et hommes est nécessaire pour le bon fonctionnement d'un navire,. Après avoir terminé le cours d'état-major de la Royal Navy en 1938, il retourne en Australie et est nommé officier d'état-major (opérations) au Navy Office, à Melbourne, en mars 1939,. C'est le premier poste à terre d'Henry Burrell. Il passe les quatre mois suivants à mettre à jour les sections navales du Livre de guerre (préparation à la guerre).

## Seconde Guerre mondiale

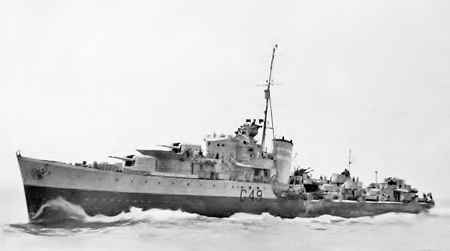
HMAS Norman, commandé par Burrell en 1941-1943.

Burrell est toujours basé au Navy Office lorsque la Seconde Guerre mondiale éclate en septembre 1939. Une réorganisation du quartier général en mai 1940 le promeut commandant et lui donne le nouveau rôle de directeur des opérations, supervisant les convois de troupes et leur couverture aérienne, la défense locale et le recrutement du personnel. La « connaissance approfondie des stratégies et des ressources navales australiennes » de Burrell conduisent le Premier ministre Robert Menzies à le nommer personnellement pour participer à des entretiens d'état-major avec des représentants de la Royal Navy et de l'US Navy en octobre. Peu de temps après, il est affecté comme premier attaché naval australien à Washington, dans le but d'améliorer les communications avec les États-Unis à la lumière de la menace du Japon. Burrell contribue à resserrer la coopération entre les deux marines de la région Pacifique. Il avertit également le gouvernement australien que la Grande-Bretagne et les États-Unis adopteraient une stratégie de « l'Allemagne d'abord » en cas de guerre avec le Japon, et que les États-Unis étaient prêts à affaiblir leur flotte du Pacifique pour aider à sécuriser l'Atlantique,.
Affecté en Grande-Bretagne, Burrell est nommé commandant du destroyer HMAS Norman classe N récemment mis en service le 15 septembre 1941,. La première opération du navire consiste à transporter une délégation du Congrès des syndicats dirigée par Walter Citrine à Arkhangelsk, en Russie. De retour en Grande-Bretagne, il se rend dans l'océan Indien pour rejoindre la flotte orientale de l'amiral James Fownes Somerville de l'Eastern Fleet à l'atoll Addu aux Maldives, le 26 février 1942. Après le retrait de l'Eastern Fleet à Kilindini au Kenya, le Norman participe à la prise de Diego-Suarez à Madagascar le 7 mai. Plus tard dans le même mois, il est réaffecté en Méditerranée et, en juin, participe à l’opération Vigorous, une tentative infructueuse de réapprovisionnement de l’île de Malte assiégée. De retour dans l'océan Indien, Burrell dirige le Norman lors de la deuxième campagne de la bataille de Madagascar en septembre et est mentionné à l'ordre du jour du 19 février 1943 pour son « bravoure et son dévouement » lors de l'opération,. Le Norman escorte alors des convois dans le Pacifique, avant de se déployer dans l'Atlantique Sud pour des missions de lutte anti-sous-marine en avril-mai.
Le 23 juin 1943, Burrell quitte le commandement du Norman et retourne au Navy Office à Melbourne en tant que directeur des stratégies. Après avoir divorcé de sa première épouse Margaret en novembre 1941, il épouse le 21 avril 1944 la minéralogiste Ada Weller (alias Ada Coggan) ; le couple a un fils et deux filles,. Burrell prend en charge le dernier destroyer de classe Tribal de la RAN, le HMAS Bataan, lors de sa mise en service à Sydney le 25 mai 1945. Arrivé trop tard pour intervenir, le navire est déployé au Japon via les Philippines en juillet et s'amarre à Tokyo le 31 août 1945. Là, il participe aux cérémonies officielles de reddition qui ont lieu le 2 septembre à bord du USS Missouri. Le Bataan reste au Japon en tant que représentant de l'escadron australien jusqu'en novembre, participant au rapatriement des détenus des camps de prisonniers de guerre japonais. Lors d'une mission dans l'un de ces camps à Sendai, Henry Burrell trouve des membres d'équipage du croiseur léger HMAS Perth, qui avait été coulé aux premières heures du 1er mars 1942 lors de la Bataille du détroit de la Sonde ; 320 de ses 680 hommes avaient survécu au naufrage et 105 étaient morts en captivité,.
« The news was the greatest thrill for us all ... My words cannot
express their joy at deliverance to say nothing of ours. »
— Le commandant Burrell à propos des survivants du HMAS Perth dans un camp à Sendai, au Japon.

        
« La nouvelle a été la plus grande émotion pour nous tous... Mes mots ne peuvent exprimer leur joie de la délivrance, sans parler de la nôtre. »

## Carrière d'après-guerre

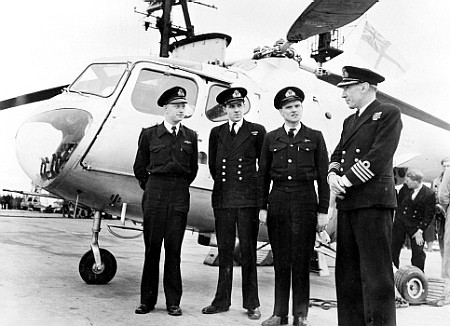
Le capitaine Burrell (à droite) et de son équipage à côté d'un hélicoptère Bristol Sycamore à bord du HMAS Vengeance, vers 1954.

La première nomination de Henry Burrell après la cessation des hostilités est celle de commandant de la 10th Destroyer Flotilla,. Promu capitaine en juin 1946, il devient chef-adjoint d'état-major de la marine (DCNS) en octobre. En tant que DCNS, Burrell joue un rôle majeur dans la création des Forces aériennes de la marine australienne et dans la préparation de l'introduction des avions de transport. En juillet 1947 il est nommé aide de camp du gouverneur général William McKell. D'octobre 1948 à la fin de 1949, Burrell est commandant du croiseur lourd HMAS Australia, Navire amiral de la RAN. En poste en Grande-Bretagne en 1950, il fréquente le Royal College of Defence Studies de Londres et passe deux ans en tant que représentant adjoint de la défense australienne,. Il prend le commandement du porte-avions léger HMAS Vengeance le 2 décembre 1952, moins de trois semaines après sa mise en service dans la RAN après son transfert de la Royal Navy. Le navire commence à préparer sont déploiement pendant la guerre de Corée en juin 1953, mais il est finalement remplacé par le transporteur HMAS Sydney. Le Vengeance est impliqué dans une collision avec le HMAS Bataan près des îles Cocos le 5 avril 1954, alors qu'il faisait partie de l'escorte du Royal Yacht de la reine Elizabeth   II et du prince Philip lors de leur premier voyage en Australie, mais il continue à servir.
À la fin de sa période de service comme capitaine du Vengeance, Burrell reprend brièvement le rôle de Deputy Chief de la Naval Staff en août 1954. Le mois suivant, il devient aide de camp de la reine. Burrell est nommé commandeur de l'ordre de l'Empire britannique lors de la cérémonie du Nouvel An 1955. En février, il devient Flag Officer of the Australian Fleet, avec le grade de rear admiral qui devient permanent en juillet. Le 12 mai 1956, il hisse son étendard à bord du porte-avions récemment arrivé, le HMAS Melbourne, marquant ainsi le remplacement du navire jumeau HMAS Sydney comme navire amiral de la RAN. Burrell est affecté peu après au Navy Office à Canberra pour réorganiser la structure des officiers du service, ce qui conduit à une nouvelle General List d'ancienneté des officiers. Il servit en tant que Second Naval Member (personnel) de septembre 1956 à janvier 1958, date à laquelle il redevient Flag Officer de l' Australian Fleet. Nommé compagnon de l'Ordre du Bain lors des honneurs du Nouvel An de 1959, Burrell est élevé au grade de vice-amiral le 24 février et devient First Naval Member, le Chief of the Naval Staff (CNS). Il succède au vice-amiral Roy Dowling.

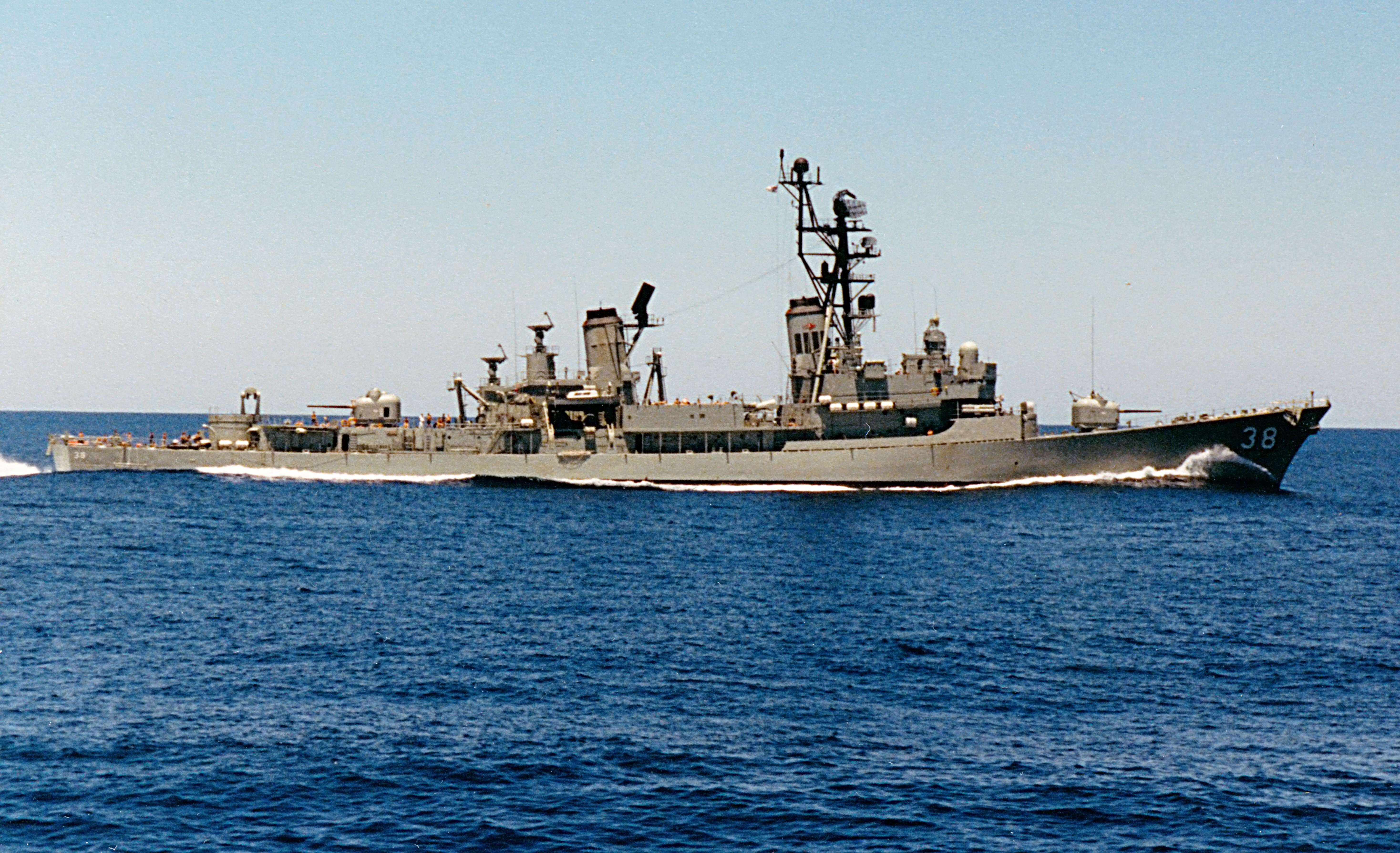
Le en mer en 1980, le premier des destroyers équipé de missiles guidés de la RAN, commandé par Burrell.

En tant que CNS, le vice-amiral Burrell doit faire face au risque du ministre de la Défense, Athol Townley (en), de démanteler les capacités de la Navy Air Arm d’ici 1963, mais il obtient l’approbation pour une importante opération de rééquipement de navire incluant de nouveaux sous-marins, des destroyers, des dragueurs de mines et des navires auxiliaires. Cela conduit notamment à l'acquisition de sous-marins britanniques de la classe Oberon, retenus par Burrell lorsque son choix initiale portant sur un navire australien s'est avéré trop coûteux, ainsi que des dragueurs de mines de la classe Ton et du premier navire hydrographique spécialement conçu par la Marine, le HMAS Moresby,. Le programme de rééquipement permet également d'augmenter les ressources de la RAN en hélicoptères de combat anti-sous-marin Westland Wessex. Le plus important a été l’achat de trois destroyers équipés de missiles guidés de la classe Charles F. Adams, une décision « d’ingéniosité et de prévoyance » de la part de Burrell et du ministre de la Marine, John Gorton, selon l’historien Tom Frame. Le CNS et son ministre entretiennent d'étroites relations de travail ; Burrell déclare que Gorton « mérite nos remerciements pour ses efforts » et Gorton qualifie Burrell de « l'un des marins les plus honnêtes, les plus sincères et les plus dévoués ».
L'achat des destroyers marque un changement de dépendance en équipement, de la Grande-Bretagne vers les États-Unis, ce qui est contraire à la politique de défense australienne en vigueur à l'époque, en particulier dans ce que l'historien Jeffrey Grey décrit comme « le plus britannique des services australiens, la RAN », et provoque des pressions de la part de la Royal Navy et des constructeurs britanniques, qui font pression pour acheter leur destroyer de classe County,. Burrell déclara plus tard que la supériorité du système d'armement américain était un facteur clé dans sa préférence pour le modèle Adams plutôt que pour la classe County. Lors d'une mission à l'étranger pour discuter des tendances et des acquisitions en janvier 1960, il est méprisé par le chef d'état-major de la Défense britannique, l'amiral de la flotte, Louis Mountbatten, qui le croit à tort responsable de la dissolution imminente de la Fleet Air Arm de la RAN, mais est chaleureusement accueilli par l'amiral Arleigh Burke, le Chef des Opérations navales des États-Unis. En fait, Burrell aurait été récompensé pour le maintien de l’intégrité de la FAA et sa composante à voilure fixe est restée viable jusqu’au début des années 1980. Il est nommé Chevalier Commandeur de l'Ordre de l'Empire britannique à l'occasion de l'anniversaire de la reine publié au London Gazette le 3 juin 1960. En juin 1961, il rencontre ses homologues de l'armée de terre, Reg Pollard, et de l'armée de l'air, Valston Hancock, lors d'une conférence du Comité des chefs d'état-major pour discuter de la nécessité pour l'Australie d'acquérir des armes nucléaires ; les chefs convenant que la probabilité qu'une telle capacité soit nécessaire est faible mais que cela devait rester une option dans certaines circonstances, position que les forces militaires maintiennent pendant la décennie suivante.

## Retraite
Burrell fait ses adieux à la flotte australienne à bord du HMAS Melbourne à Jervis Bay le 8 février 1962. Il quitte la marine le 23 février et le vice-amiral Hastings Harrington lui succède au poste de CNS,. Burrell se retire à Illogan Park, sa propriété située près de Braidwood dans le Plateaux du sud en Nouvelle-Galles du Sud. Son fils Stuart le suit au Royal Australian Naval College en 1963. À la retraite, Burrell aime les courses de chevaux en tant que joueur et en tant que propriétaire de plusieurs montures à succès. Au cours des années 1960, il est également membre du comité de sélection régional ACT des Winston Churchill Memorial Trusts,.
Burrell subi un grave infarctus du myocarde en 1980, après avoir reçu un diagnostic de problèmes cardiaques peu après sa retraite de la Marine. Son épouse Ada meurt en août 1981. En 1986, Burrell publie ses mémoires sous le titre Mermaids Do Exist : The Autobiography of Vice-Admiral Sir Henry Burrell, dans lesquelles il évoque une carrière qu'il avait qualifiée de « chanceuse » et proposant ses réflexions sur la stratégie maritime,. Il meurt le 9 février 1988 à l'hôpital de Woden Valley. Laissant trois enfants, Henry Burrell est inhumé dans le cimetière Gungahlin, à Canberra, après des obsèques privées,. Le trophée de tennis en double de la Coupe Burrell, créé par l'amiral en 1955, a achevé sa cinquante-huitième année de compétition en mars 2013.
« We will need a Navy as long as Australia remains an island—and the best place to fight, if unhappily that should be required, is as far from Australia as possible. »
— Henry Burrell en tant que CNS, discutant de la puissance navale aérienne.

        
« Nous aurons besoin d'une marine tant que l'Australie demeurera une île, et le meilleur endroit pour combattre, si malheureusement cela s'avère nécessaire, est aussi loin que possible de l'Australie. »